# Orthoporus guerreronus
Orthoporus guerreronus är en mångfotingart som först beskrevs av Chamberlin 1942.  Orthoporus guerreronus ingår i släktet Orthoporus och familjen Spirostreptidae. Inga underarter finns listade i Catalogue of Life.